# Церковь Троицы (Нью-Йорк)
Церковь Троицы, или Тринити-чёрч (англ. Trinity Church), — храм Нью-Йоркской епархии Епископальной церкви США, расположенный в Нижнем Манхэттене на пересечении Бродвея и Уолл-стрит. Современное здание церкви построено в 1846 году.

## История
Первое здание церкви представляло собой скромное сооружение, построенное в 1698 году. В 1776 году церковь была уничтожена «Великим пожаром Нью-Йорка». Строительство второго здания церкви началось в 1788 году, а уже через 2 года, в 1790 году, её освятили. Зимой 1838 — 1839 годов оно было сильно повреждено из-за чрезмерного накопления снега на здании. Вскоре церковь была разобрана.
Существующее сейчас здание было построено в 1846 году Р. Апджоном в стиле неоготики. На момент постройки, оно было самым высоким зданием Нью-Йорка, имея 85 метровый шпиль с крестом. Оно оставалось рекордсменом по высоте вплоть до 1890 года, до строительства Нью-Йорк-Уорлд-Билдинг.
В 1976 году церковь посетила королева Великобритании Елизавета II.
Часовня Святого Павла, объединённая с церковью Троицы, является старейшим действующим зданием Нью-Йорка.

## Некрополь
При церкви существует старинное кладбище, где похоронены многие знаменитые американцы: Александр Гамильтон, Джон Джейкоб Астор, Роберт Фултон, Альберт Галлатин, Уильям Брэдфорд и другие. В настоящее время это кладбище — единственное действующее на Манхэттене.

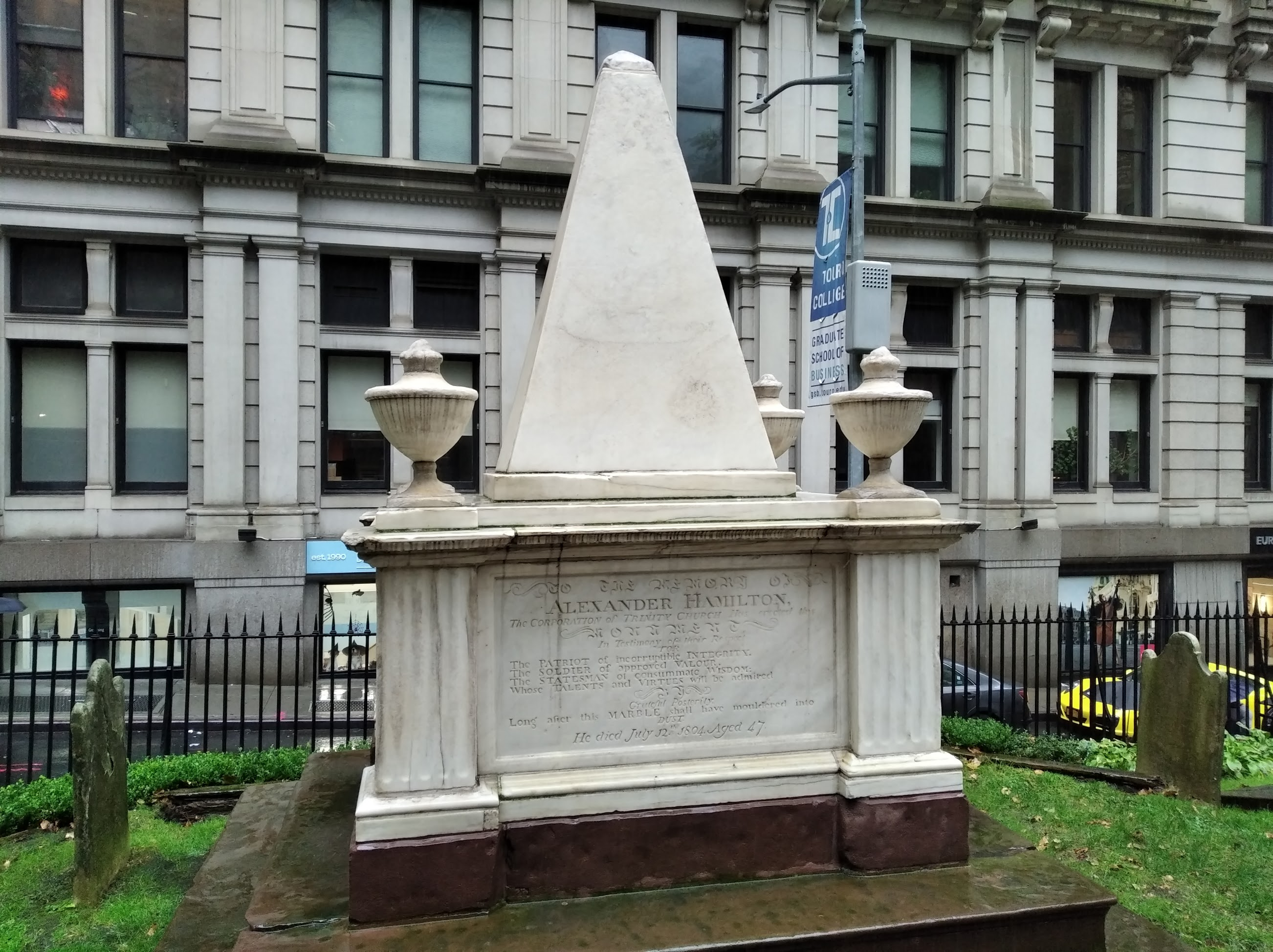
Надгробье Александра Гамильтона на кладбище Тринити-чёрч

## Орган
В церкви Троицы находился орган, сделанный в 1846 году Генри Эрбеном. Он неоднократно подвергался ремонту и реставрации (в 1920-х, затем в 1961). Из-за пыли и грязи, возникших при взрыве Всемирного торгового центра в ходе терактов 11 сентября 2001 года, старый орган получил серьёзные повреждения. Сейчас он находится в состоянии ремонта. В церкви временно установили итальянский электронный орган.

## В массовой культуре
- Церковь Троицы фигурирует в фильме «Сокровище нации». По фильму, под ней находится сокровищница тамплиеров.
- Церковь появляется в видеоиграх Crysis 2 и Assassin's Creed III.
- В фильме «Человек-паук 3: Враг в отражении», Питер Паркер избавлялся от черного костюма в этой Церкви.